# جاناتان موستو
جاناتان موستو (انگلیسی: Jonathan Mostow؛ زادهٔ ۲۸ نوامبر ۱۹۶۱) کارگردان و تهیه‌کننده اهل ایالات متحده آمریکا است.
پدرش جورج دانیل موستو یک ریاضیدان بود و مادرش یک مددکار اجتماعی، او از دانشگاه هاروارد فارغ التحصیل شد. او همچنین در شرکت آمریکایی رپرتوری و موسسه لی استراسبرگ آموزش دید. او در یک خانواده یهودی محافظه‌کار بزرگ شد.

## آثار کارگردانی

### سینمایی
- نمایش ترس (۱۹۸۵) - اولین کارگردانی
- جسددزدهای بورلی هیلز (۱۹۸۹)
- انهدام (۱۹۹۷)
- یو-۵۷۱ (۲۰۰۰)
- نابودگر ۳: خیزش ماشین‌ها (۲۰۰۳)
- بدل‌ها (۲۰۰۹)
- خانه‌ای در پایان جاده (۲۰۱۲) - فقط نویسنده
- بازی برای یادگاری (۲۰۱۲) - فقط تهیه‌کننده فیلم
- دعاهای شکارچی (۲۰۱۷) - آخرین کارگاردانی

### تلویزیونی
- پرواز فرشته سیاه (۱۹۹۱)
- از زمین تا ماه (۱۹۹۸)
- آخرین کشتی (۲۰۱۴)